# بخش سارلاهی
بخش سارلاهی (به لاتین: Sarlahi District) یک بخش در نپال است که در استان شماره ۲ واقع شده‌است. بخش سارلاهی ۱٬۲۵۹ کیلومتر مربع مساحت و ۷۶۹٬۷۲۹ نفر جمعیت دارد.